# U-Bahnhof Soloti Worota
Der U-Bahnhof Soloti Worota (ukrainisch Золоті ворота (станція метро)/ Soloti worota (stanzija metro), ⓘ; deutsch Goldenes Tor) ist ein am 31. Dezember 1989 eröffneter U-Bahnhof der Metro Kiew in der ukrainischen Hauptstadt Kiew.

## Lage
Der U-Bahnhof der U-Bahn-Linie 3 Syrezko–Petscherska (Сирецько–Печерська лінія) liegt an der Wolodymyrska-Straße am Goldenen Tor in der Innenstadt von Kiew zwischen den Stationen Lukjaniwska und Palaz sportu. Es besteht eine Verbindung zur Station Teatralna zum Umstieg in die U1.

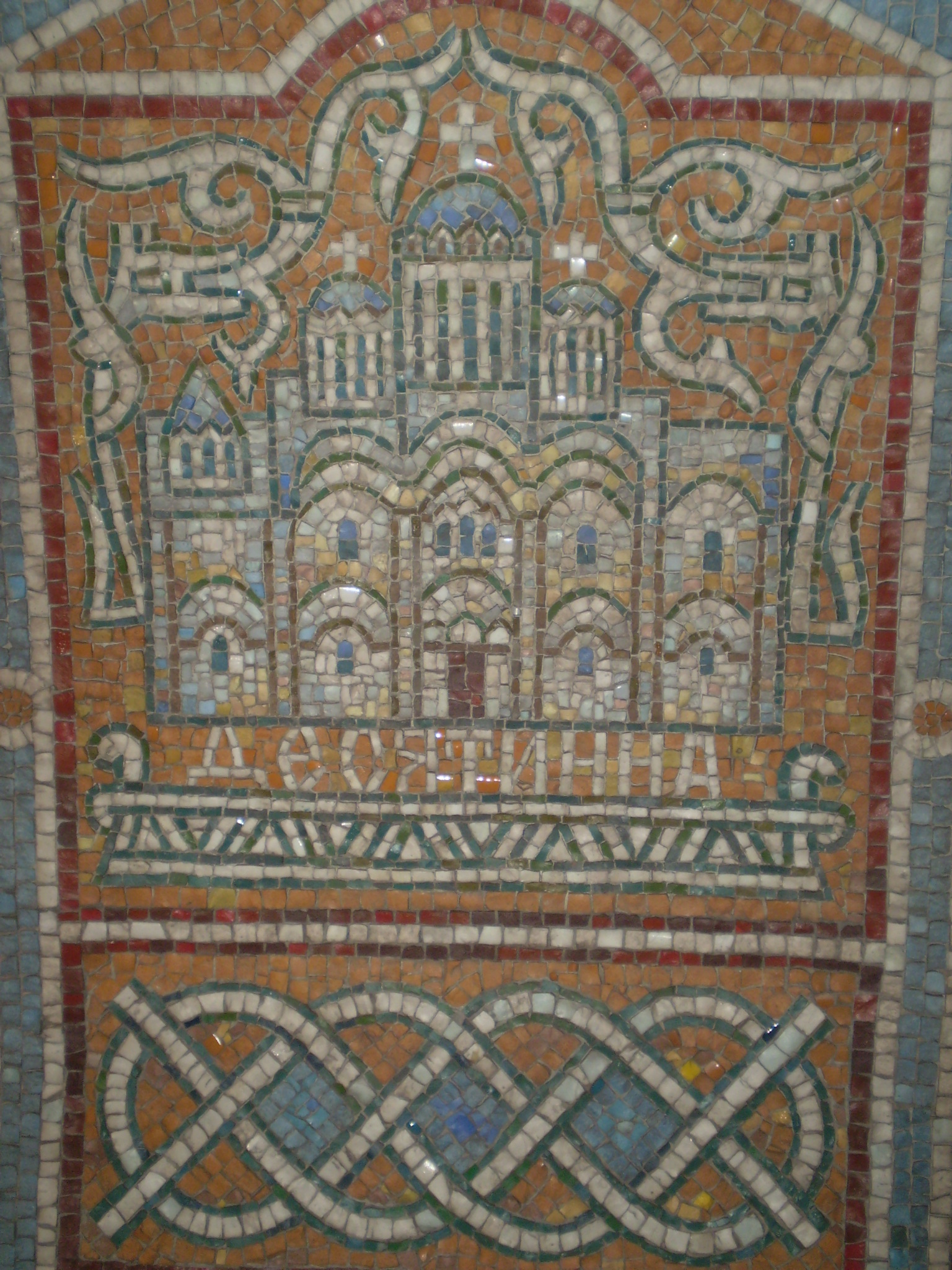
Mosaik im U-Bahnhof

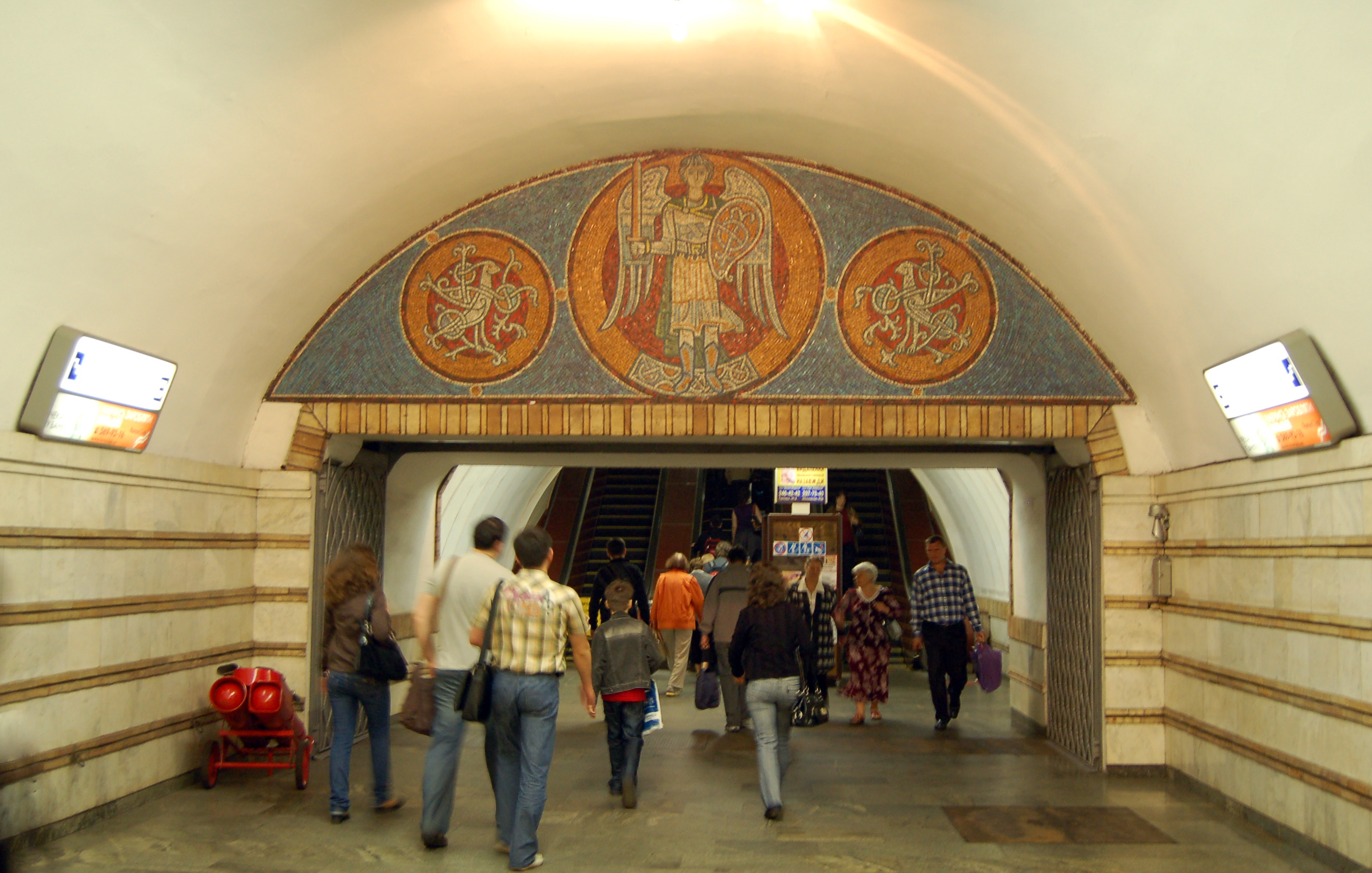
Zugang zu den Rolltreppen

## Architektur und Kunst
Der U-Bahnhof ist eine 96,5 m unter Grund liegende dreischiffige Säulentiefgründung. Die Säulen der Haupthalle sind mit weißem Marmor gefliest, deren weiße Decke wird von diametralen Mosaikleisten aus glasierten Ziegeln unterteilt. Die zahlreichen Mosaikbilder zeigen Darstellungen der Fürsten der Kiewer Rus, antiker Kiewer Kirchen und weitere Muster, so dass man beim Durchschreiten des Bahnhofs sämtliche Herrscher Kiews vom 11. bis zum 13. Jahrhundert entdecken kann. In den Zwischenräumen der Mosaikbögen hängen mit Ornamenten verzierte Bronze-Kronleuchter mit jeweils 12 Lampen.
Die am Bau beteiligten Künstler erhielten 1991 den Taras-Schewtschenko-Preis.
Seit 2011 stehen die Mosaiken der Station als Denkmal der Architektur und Stadtplanung unter Denkmalschutz.